# موشچه
موشچه (نام علمی: Micromys) نام یک سرده از تیره موشان است.

## گونه ها
- موش محصول اوراسیایی
- Micromys erythrotis